# محطة سكة حديد تقاطع فيرني
كانت محطة سكة حديد تقاطع فيرني محطة منعزلة عند تقاطع السكك الحديدية الرباعي الذي يقع في باكينجهامشير. وتم افتتاحها منذ عام 1868 إلى 1968. وكانت نقطة التقاطع موجودة في الموقع دون الحاجة إلى المحطة وذلك منذ عام 1851. وكان الخط الأول الذي تم افتتاحه على الموقع هو خط سكة حديد ياكينجهامشير والذي تم افتتاحه للعمل بين بليتشلي وبانبيري في عام 1850. وقد تفرع هذا الخط غربًا ليصل إلى أكسفورد وذلك عقب عام 1851.